# Championnat du Ghana de football 2020-2021
Navigation
Saison précédente Saison suivante
La saison 2020-2021 du Championnat du Ghana de football est la soixante-et-unième édition de la première division au Ghana, après la mise en place d'un comité de normalisation et d'un championnat de transition en 2019, le championnat est passé à 18 équipes.

## Déroulement de la saison
Le championnat précédent ayant été interrompu à cause de la pandémie de Covid-19, ce sont les mêmes équipes de la saison 2019-2020 qui prennent part au championnat.
Le championnat est composé de dix-huit équipes, il démarre le 14 novembre 2020. Il y aura trois clubs relégués en fin de saison.
Hearts of Oak remporte son 21e titre de champion, douze années après son dernier sacre, puis remporte également la Coupe du Ghana.

## Les clubs participants
- Medeama Sporting Club
- Elmina Sharks FC
- West Africa Football Academy
- Berekum Chelsea
- Ashanti Gold SC
- Dreams FC
- International Allies FC
- Hearts of Oak SC
- Aduana Stars
- Bechem United
- Liberty Professionals
- Asante Kotoko SC
- Karela Football Club
- Techiman Eleven Wonders FC
- Ebusua Dwarfs
- Legon Cities FC
- Great Olympics
- King Faisal Babies

## Compétition
Le barème de points servant à établir les classements se décompose ainsi :
- Victoire : 3 points
- Match nul : 1 point
- Défaite : 0 point

### Classement
| Rang | Équipe                     | Pts  | J  | G  | N  | P  | Bp | Bc | Diff |
| ---- | -------------------------- | ---- | -- | -- | -- | -- | -- | -- | ---- |
| 1    | Hearts of Oak C            | 61   | 34 | 17 | 10 | 7  | 45 | 23 | +22  |
| 2    | Asante Kotoko SC           | 57   | 34 | 15 | 12 | 7  | 37 | 22 | +15  |
| 3    | WAFA                       | 56   | 34 | 16 | 8  | 10 | 46 | 38 | +8   |
| 4    | Aduana Stars               | 55   | 34 | 16 | 7  | 11 | 44 | 42 | +2   |
| 5    | Medeama Sporting Club      | 54   | 34 | 15 | 9  | 10 | 38 | 34 | +4   |
| 6    | Great Olympics             | 52   | 34 | 15 | 7  | 12 | 37 | 33 | +4   |
| 7    | Dreams FC                  | 49   | 34 | 13 | 10 | 11 | 45 | 35 | +10  |
| 8    | Karela Football Club       | 46   | 34 | 12 | 10 | 12 | 42 | 41 | +1   |
| 9    | Ashanti Gold               | 45   | 34 | 11 | 12 | 11 | 51 | 36 | +15  |
| 10   | Berekum Chelsea            | 43   | 34 | 12 | 7  | 15 | 38 | 46 | -8   |
| 11   | Techiman Eleven Wonders FC | 42   | 34 | 11 | 9  | 14 | 33 | 38 | -5   |
| 12   | Bechem United              | 42   | 34 | 11 | 9  | 14 | 38 | 47 | -9   |
| 13   | Legon Cities FC            | 42   | 34 | 11 | 9  | 14 | 34 | 35 | -1   |
| 14   | King Faisal Babies         | 41   | 34 | 10 | 11 | 13 | 32 | 45 | -13  |
| 15   | Elmina Sharks FC           | 41   | 34 | 10 | 11 | 13 | 34 | 45 | -11  |
| 16   | Ebusua Dwarfs              | 41-3 | 34 | 12 | 8  | 14 | 40 | 44 | -4   |
| 17   | Liberty Professionals      | 40   | 34 | 10 | 10 | 14 | 33 | 45 | -12  |
| 18   | International Allies FC    | 26   | 34 | 7  | 5  | 22 | 28 | 45 | -17  |

|  | Qualification pour la Ligue des champions de la CAF 2021-2022 |
|  | Qualification pour la Coupe de la confédération 2021-2022     |
|  | Relégation                                                    |

- Ebusua Dwarfs a une pénalité de 3 points à la suite d'une interruption de match[4].

## Bilan de la saison
| Championnat du Ghana de football 2020-2021 |                                         |
| Champion                                   | Hearts of Oak Sporting Club (21e titre) |
| Coupes et trophées                         |                                         |
| Vainqueur de la Coupe du Ghana 2020-2021   | Hearts of Oak Sporting Club             |
| Qualifications continentales               |                                         |
| Ligue des champions de la CAF 2021-2022    | Hearts of Oak Sporting Club             |
| Coupe de la confédération 2021-2022        | Asante Kotoko SC                        |
| Promotions et relégations                  |                                         |
| Promus en Premier League                   | Bibiani Gold Stars FC                   |
| Promus en Premier League                   | Accra Lions Football Club               |
| Promus en Premier League                   | Real Tamale United                      |
| Relégués en Division One                   | Ebusua Dwarfs                           |
| Relégués en Division One                   | Liberty Professionals                   |
| Relégués en Division One                   | International Allies FC                 |